# Gui Lin
Gui Lin (* 1. Oktober 1993 in Nanning (China)) ist eine brasilianische Tischtennisspielerin. Sie nahm von 2014 bis 2019 an allen Weltmeisterschaften sowie an den Olympischen Spielen 2012 und 2016 teil.

## Werdegang
Gui Lin lebt seit ihrem 12. Lebensjahr in Brasilien. Ab 2011 trat sie mit Genehmigung des Weltverbandes ITTF bei Jugendturnieren unter der Flagge Brasiliens an. Trainer war Hugo Hoyama, der damals als bester brasilianischer Tischtennisspieler galt. Im Mai 2012 erhielt sie die brasilianische Staatsbürgerschaft.
Noch im gleichen Jahr wurde sie für die Teilnahme am Mannschaftswettbewerb der Olympischen Spiele in London nominiert. Das Team landete auf Platz 9.
2015 erreichte Gui Lin bei den Panamerikanischen Spielen im Einzel das Endspiel. 2016 siegte sie bei den Lateinamerikanischen Meisterschaften im Einzel.
Über das Lateinamerikanische Kontinental-Qualifikationsturnier erwarb sie eine Fahrkarte zu den Olympischen Spielen 2016 in Rio de Janeiro. Wieder kam sie mit der Mannschaft auf Platz 9. Im Einzel besiegte sie die Spanierin Galia Dvorak, danach schied sie gegen die Rumänin Elizabeta Samara aus.
Von 2014 bis 2019 nahm Gui Lin an allen Weltmeisterschaften teil, kam dabei aber nie in die Nähe von Medaillenrängen.